# Schimberg
Der Schimberg bei Ershausen im thüringischen Landkreis Eichsfeld ist ein 473,4 m ü. NHN hoher Berg im Eichsfelder Westerwald.
Der Name der Gemeinde Schimberg wurde von dem die Ortsteile prägenden Berg abgeleitet.

## Geographie

### Lage
Der Schimberg erhebt sich im Südeichsfeld am westlichen Rand des Westerwaldes. Innerhalb des Naturparks Eichsfeld-Hainich-Werratal liegt er im Uhrzeigersinn betrachtet zwischen den Ortschaften Martinfeld im Nordwesten, Großbartloff im Südosten, und Ershausen im Südwesten; die Kreisstadt Heilbad Heiligenstadt befindet sich etwa 10 km in nordnordwestlicher Richtung.
Eingegrenzt wird der Berg vom Tal der Rosoppe im Westen und dem Wolfentalsbach im Südosten, im Nordosten geht der Martinfelder Schimberg (siehe Abschnitt Bergkuppen) südlich des Wagentales fließend in das Plateau des Westerwaldes über. Nach Süden schließen sich an den Bergkamm die Erhebungen des Heuberges (429,6 m) und des Eichberges (425,3 m) oberhalb von Wilbich an.

### Bergkuppen
Der etwa 4 km lange und 2 km breite Bergrücken besteht aus mehreren Bergkuppen – sortiert von Norden nach Süden mit Höhen in Meter (m) über Normalhöhennull (NHN):
- Martinfelder Schimberg (470,6 m), südöstlich von Martinfeld
- Kuppe mit Schimberggipfel (473,4 m), knapp südlich des Martinfelder Schimberges
- Kuppe (458,4 m), im Junkerholz
- Südkuppe (457,1 m), zwischen Ershausen und Großbartloff.

Als Schimberg im engeren Sinne werden die nördlichste und die südlichste Bergkuppe angesehen.

## Namensherkunft und Geschichtliches

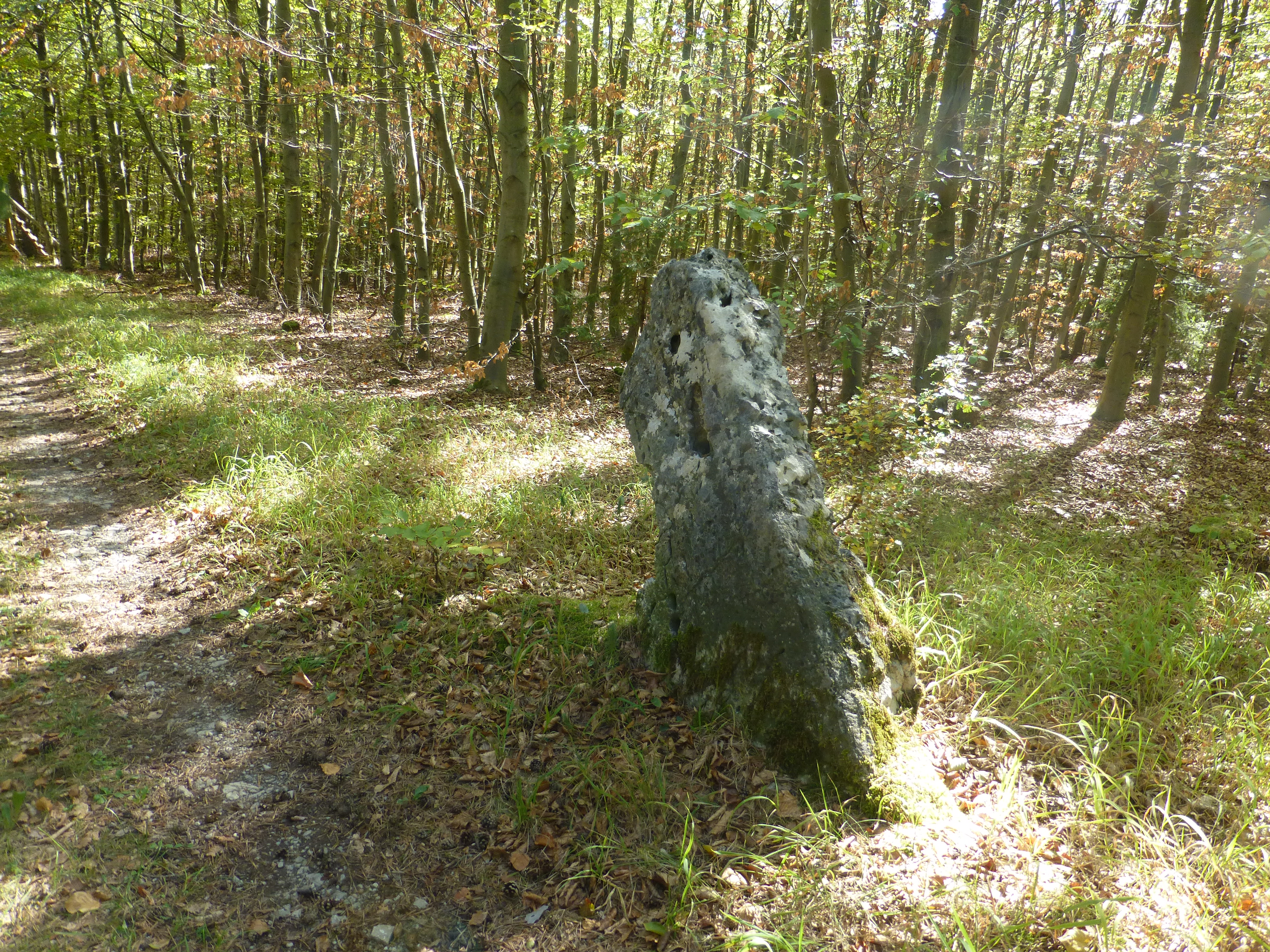
Alter Wegestein zwischen Ershausen und Großbartloff

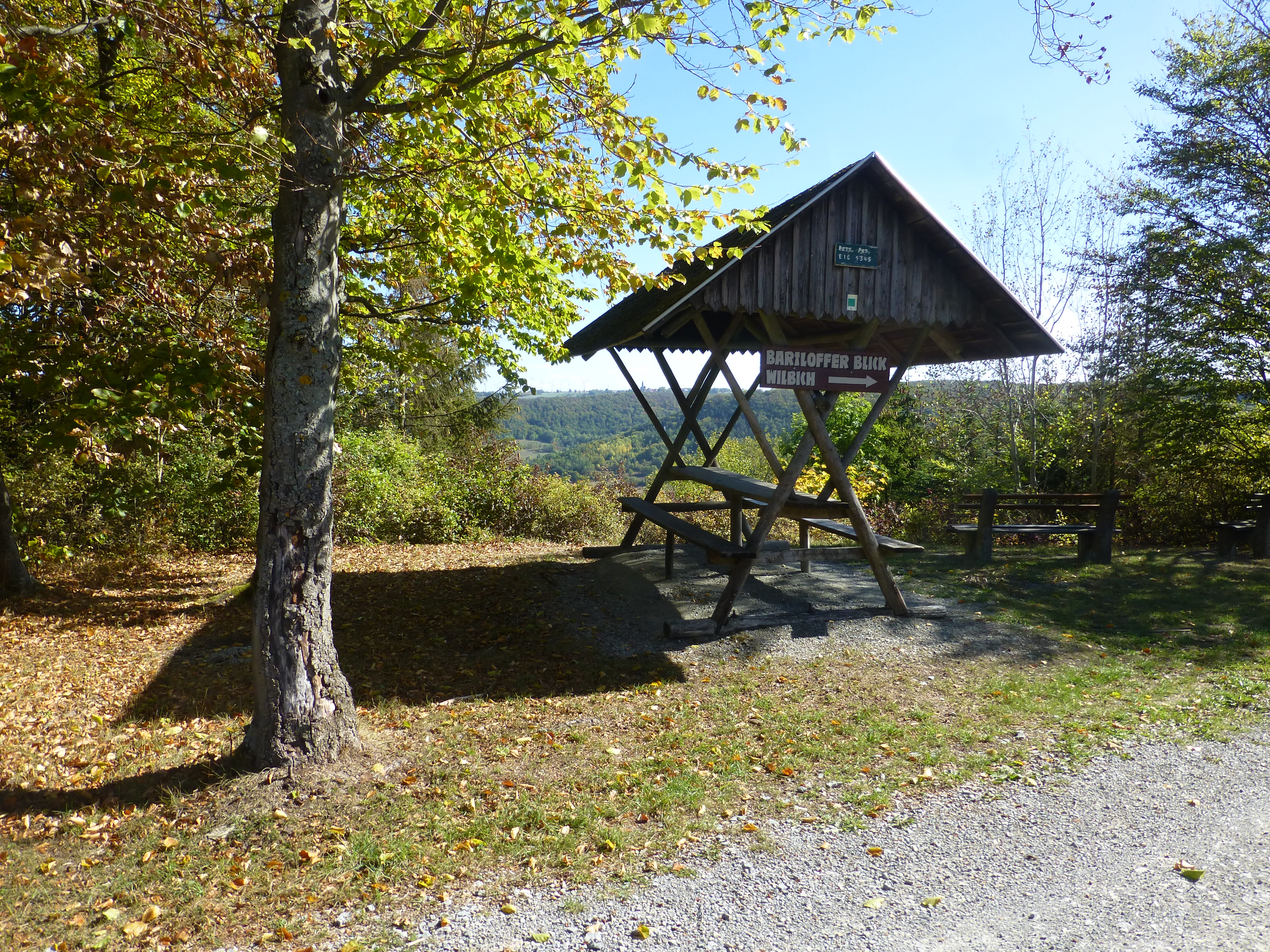
Am Bartloffer Blick

Die urkundlichen Ersterwähnungen lauten für 1420 Schunberg, 1577 Schiemberg, 1610 Scheünberg und 1675 Schinnberg. Der Name des Schimberges leitet sich von den früher auf dem Berg stehenden Scheunen ab. Die mundartliche Sprechweise wurde dann von Schinnen-(berg) zu Schim-(berg) verkürzt.
Unterhalb des Martinfelder Schimberges ist eine Siedlung Ehrenborn oder auch Ohrenborn nachgewiesen, die aber bereits im 15. Jahrhundert als wüst beschrieben wird. Ein auf dem Schimberg errichtetes Gut oder Vorwerk (mit den erwähnten Scheunen) musste wegen Wasserknappheit auf den wasserdurchlässigen Muschelkalkböden aufgegeben werden. Über Jahrhunderte waren Teile des heute bewaldete Bergkammes wegen intensiver landwirtschaftlicher Nutzung baumlos. Die alten Verbindungswege waren dann im Winter wegen Nebel und starken Schneeverwehungen oft unkenntlich und man konnte sich leicht verirren. Nachdem es auch zu Todesfällen gekommen war, errichtete man an der Wegstrecke zwischen Ershausen und Großbartloff bis 1,5 m hohe Wegesteine zur bessern Orientierung, von denen heute noch zwei Steine erhalten sind.

## Natur und Sehenswürdigkeiten
Der überwiegend mit Laubwald bedeckte Schimberg wird nur an seinem Fuße auch auf steileren Hangflächen landwirtschaftlich genutzt. Zahlreiche Wanderwege führen von den umliegenden Ortschaften in das Berggebiet. Von einzelnen Aussichtspunkten, wie dem Bartloffer Blick und dem Ershäuser Fenster, ergeben sich Fernsichten ins südwestliche Eichsfeld und ins nordosthessische Bergland. Weitere Sehenswürdigkeiten sind das Karl-Spitzenberg-Denkmal oberhalb von Martinfeld, das im Jahre 2012 errichtete Kreuz am Martinfelder Fenster und die Gutebornkapelle oberhalb von Ershausen.
Teile des Schimberges gehören zum FFH-Gebiet Ibenkuppe-Thomasbrücke-Östlicher Westerwald und zum Vogelschutzgebiet Südliches Eichsfeld.